# 哈里斯·塞費羅維奇
哈里斯·塞費羅維奇（發音：[xǎːris sefěːroʋitɕ]；1992年2月22日—）是瑞士的一位足球運動員。他的父母出身自南斯拉夫的波黑。在場上司職前鋒。現時效力阿聯酋職業足球聯賽球隊艾華斯爾，瑞士國家足球隊隊員。

## 俱乐部生涯

### 早期生涯
塞費羅維奇于1999年加入了FC Sursee的青年队，并在五年后的2004年夏天加入了盧塞恩队。 在青年队效力了三年后，他被草蜢球队发掘，并于2009年4月26日在瑞士超级联赛对阵纳沙泰尔的比赛中首次亮相。 2010年1月，他被评为卢塞恩州最佳青年球员。

### 佛罗伦萨
2010年1月29日，意甲俱乐部佛罗伦萨以210万欧元的转会费从草蜢队签下了塞費羅維奇。一天后，佛罗伦萨官方宣布完成交易。随后这位年轻球员被分配到佛罗伦萨的青年队。 2011年8月4日，塞費羅維奇被租借至瑞士超级联赛俱乐部纳沙泰尔。
2012年1月27日，塞費羅維奇在一月份转会窗口期间被租借至意甲俱乐部莱切。 2012-2013赛季下半程，他在意乙联赛的諾瓦拉队效力，18场比赛打入10球，全部作为首发出场。4月17日，他在对阵利沃诺的比赛中打入帽子戏法，最终帮助诺瓦拉进入升级附加赛。

### 皇家社会
2013年7月11日，塞費羅維奇以200万欧元的转会费加盟西甲俱乐部皇家社会，签约四年。 他在2013年8月16日进行了西甲首秀，并用一记弧线球打入一球，帮助球队以2-0战胜赫塔费，取得主场胜利。四天后，在2013–14年歐洲冠軍聯賽预选赛附加赛中，他用一记凌空抽射打入一球，帮助皇家社会在客场2-0击败里昂晋级。在他的首个赛季，他在西甲出场24次，只有9次首发，并在11月2日对阵奥萨苏纳的比赛中替补出场取得了另外一个联赛进球，帮助球队以5-0获胜。12月18日，他在西班牙國王盃32强赛中攻入皇家社会的第三个进球，帮助球队以4-0战胜三级联赛球队阿尔赫西拉斯。
塞費羅維奇与卡洛斯·維拉和安托万·格里兹曼搭档皇家社会的进攻线。他与球迷的关系一度紧张，因为在2013年9月与巴塞罗那战平后拍摄了一瓶威士忌的照片，以及在2013年11月在进球后向自己球队的球迷示意安静。他在2014年2月22日的22岁生日当晚因与女友发生争执而被拘留，但两人最终没有被起诉。他与2003年带领皇家社会获得联赛亚军的达尔科·科瓦切维奇进行了比较，但没有利用早期进球的机会稳固自己在球队的位置。

## 國家隊生涯
塞費羅維奇參加了2020年歐洲國家盃。2021年6月28日，他在對陣法國的16強賽為瑞士打進了兩個進球。最終比分是3-3，瑞士在點球大戰中以5-4獲勝後晉級八強。

## 榮譽
法蘭克福
- 德國足協盃亞軍：2016–17

賓菲加
- 葡萄牙超級足球聯賽：2018–19
- 葡萄牙超級盃：2017、2019

瑞士
- 國際足協U-17世界盃：2009

個人
- 葡萄牙超級足球聯賽神射手：2018–19[24]
- Bosnian U19 Football Player of the Year: 2009[25]
- Swiss Player of the Year：2019[26]
- 葡萄牙超級足球聯賽 Team of the Year: 2018–19, 2020–21[27]

## 外部連結
- Soccerway資料庫：哈里斯·塞費羅維奇